# 조후쿠 히로시
조후쿠 히로시(일본어: 城福 浩, 1961년 3월 21일 ~ )는 일본의 전 축구 선수, 감독이다.

## 구단 경력
1983년부터 1989년까지 일본 사커 리그의 후지쯔에서 뛰었다.

## 경력
2005년 일본 U-17 국가대표팀의 감독으로 부임. 2007년 FIFA U-17 월드컵에 출전했다.